# Cryphia atlantis
Cryphia atlantis là một loài bướm đêm trong họ Noctuidae.